# Walerian (Rudicz)
Walerian, imię świeckie Wasilij Nestorowicz Rudicz (ur. 9 kwietnia?/21 kwietnia 1889 w Miziakowskich Chutorach, zm. 27 lutego 1938) – rosyjski biskup prawosławny. 

## Życiorys
Ukończył Podolskie Seminarium Duchowne (1910) i Moskiewską Akademię Duchowną (1916) z tytułem kandydata nauk teologicznych. Władał francuskim, niemieckim, znał podstawy angielskiego. Po ukończeniu studiów przez rok był stypendystą profesorskim. Następnie został zatrudniony w seminarium duchownym, które sam ukończył, w charakterze wykładowcy. Otrzymał godność archimandryty i od sierpnia 1917 był także proboszczem parafii Opieki Matki Bożej w Raszkowie. W latach 1917–1918 był przełożonym monasteru Trójcy Świętej w Kamieńcu Podolskim. W Kamieńcu Podolskim przebywał także po rewolucji październikowej i w latach 1918-1921 był sześciokrotnie na krótko aresztowany przez władze radzieckie i przez organy Ukraińskiej Republiki Ludowej. 
25 maja 1921 został wyświęcony na biskupa proskurowskiego, wikariusza eparchii podolskiej. Jego rezydencją pozostawał monaster Trójcy Świętej. Po dwóch latach został wyznaczony na biskupa rżewskiego, wikariusza eparchii twerskiej, nie zdołał jednak dotrzeć do nowej eparchii. W 1923 uwięziony w Proskurowie, został zmuszony do opuszczenia ziem ukraińskich. W październiku tego samego roku objął obowiązki locum tenens eparchii smoleńskiej, gdzie aktywnie zwalczał Żywą Cerkiew. W marcu 1924 mianowany biskupem smoleńskim. W tym samym miesiącu został uwięziony w Smoleńsku, zwolniony po dziesięciu dniach i zmuszony do wyjazdu do Charkowa, a następnie do Moskwy. W stolicy ZSRR zamieszkał w Monasterze Daniłowskim. Aresztowany w grudniu tego samego roku, został oskarżony o rozprzestrzenianie fałszywych pogłosek i informacji o władzy radzieckiej. Był przetrzymywany w więzieniu na Butyrkach, a następnie skazany na trzyletnią zsyłkę do Azji Środkowej. Po odbyciu kary wrócił do Moskwy. W 1928 został biskupem szadrińskim, wikariuszem eparchii swierdłowskiej. Faktycznie rezydował jednak w Swierdłowsku i służył w miejscowej cerkwi Podwyższenia Krzyża Pańskiego, do jej zamknięcia w 1930. Został wówczas biskupem rżewskim, wikariuszem eparchii twerskiej. 
W październiku został wyznaczony na biskupa bakijskiego, zaś w 1931 mianowany ponownie locum tenens eparchii swierdłowskiej. Nie zdołał wyjechać do Swierdłowska; zamiast tego jeszcze w tym samym roku został mianowany biskupem kiriłłowskim, wikariuszem eparchii wołogodzkiej. Urząd ten pełnił do 1934, od 1932 był także biskupem czerepowieckim, wikariuszem eparchii nowogrodzkiej. W rzeczywistości żył w prywatnym mieszkaniu w Leninigradzie, a następnie w Tichwinie i prowadził działalności duszpasterskiej na podlegającym mu obszarze, a jedynie służył w mieście swojego stałego pobytu. W 1934 został aresztowany i oskarżony o kierowanie monarchistyczną, kontrrewolucyjną organizacją cerkiewną. Na przesłuchaniu przyznał się do stawianych mu zarzutów i został skazany na siedem lat łagru. W 1937 aresztowany ponownie w czasie odbywania kary, skazany na śmierć za „agitację kontrrewolucyjną”, w lutym roku następnego został rozstrzelany.